# 狮子桥 (渔梁)
狮子桥，位于中国安徽省黄山市歙县徽城镇渔梁社区渔梁街，是一座单孔石拱桥，上有桥亭与过街券，渔梁街穿廊而过。桥下是南北向的小溪，向南流入练江。此桥始建于唐朝，由最早居住在渔梁的施姓家族所建，名为“施氏桥”，后取谐音改为“狮子桥”。亭有四柱，西面两柱上有联：“天从匠意渔梁古镇鱼鳞路，人传善举狮子崖头施氏桥”。狮子桥已列为歙县文物保护单位。2019年，狮子桥进行保护性修缮和整治，修旧如旧，还原历史原貌。